# Superman contre les femmes vampires
Série
Santo contra el cerebro diabólico
(1963) Santo en el museo de cera
(1963)
Pour plus de détails, voir Fiche technique et Distribution.
Superman contre les femmes vampires (Santo vs. las mujeres vampiro) est un film mexicain d'Alfonso Corona Blake de 1962. C'est le septième film d'El Santo, el enmascarado de plata et l'un des plus connus internationalement. Dans la version francophone en Belgique et en France, El Santo est appelé de façon surprenante Superman. Il est appelé The Saint en Angleterre, Argos en Italie et Samson aux États-Unis.

## Synopsis
Après 200 ans de sommeil, un groupe de femmes vampires se réveillent dans leur crypte. Leur chef, la reine Zorina, prévoit de retourner en enfer pour retrouver son mari Lucifer. Elle doit nommer un successeur se souvenant que deux cents ans plus tôt, la prêtresse vampire Tundra avait tenté de capturer une femme, qui s’était échappée. Elle jure alors de capturer la petite-fille de la femme, Diana. Tundra se transforme en une belle jeune femme, afin de s’infiltrer dans la société humaine. De son côté, Diana est sur le point d’avoir 21 ans et est heureuse avec un homme nommé George. Ce soir-là, Tundra apparaît par sa fenêtre et tente de l’hypnotiser mais est interrompue par le père de George et le professeur Orloff. Tundra se transforme en chauve-souris pour s’échapper. Le professeur s’inquiète qu’elle soit en danger à cause d’une vieille prophétie familiale, bien qu’il ne le dise pas à Diana. Il alerte l’inspecteur local, Charles Andrews, mais ne lui raconte pas non plus toute l’histoire. Le professeur contacte le lutteur El Santo pour qu’il vienne au bal masqué de ce soir-là afin de protéger Diana.
Après son match de lutte, El Santo arrive dans le bureau du professeur, qui lui montre la prophétie, qui prouve que Santo est la seule personne qui peut sauver Diana, tout comme son ancêtre a sauvé sa grand-mère. Le lutteur en déduit que puisque les vampires ne peuvent pas survivre à la lumière du soleil, ils doivent avoir un repaire souterrain mais le professeur n’a pas été en mesure de décoder cette information de la prophétie. Plus tard, les vampires s’infiltrent dans le groupe et tentent de kidnapper Diana mais El Santo les attaque les hommes de main. Dans leur repaire Zorina réprimande Tundra pour son échec et décide de l’accompagner le lendemain soir pour s’assurer de la réussite de la mission.
L’inspecteur élabore un plan pour envoyer Diana comme appât, afin qu’ils puissent suivre les vampires jusqu’à leur repaire et que El Santo puisse les détruire. Cependant, l’un des vampires se déguise et monte sur le ring pour combattre El Santo. Ce dernier le bat de justesse, révélant qu’il s’agit d’un loup-garou.
Malgré la surveillance de la police, Diana se fait kidnapper et le professeur parvient finalement à brise un code dans la prophétie, révélant l’emplacement du repaire des vampires. Prévenue, Santo arrive à la crypte mais se fait capturer. Tundra exige qu'il soit démasqué mais à ce moment-là les rayons du soleil pénètrent la pièce et elle s’enflamme. El Santo s’échappe, bat les hommes de main restants, met le feu aux femmes vampires dans leurs cercueils et libère Diana.
À l’extérieur de la crypte, Diana retrouve George et son père alors qu'El Santo part à toute vitesse dans sa décapotable.

## Fiche technique
- Titre original : Santo vs. las mujeres vampiro
- Titre français : Superman contre les femmes vampires
- Titre anglais ou international : Santo vs. the Vampire Women
- Titre(s) anglais alternatif(s) : Samson and the Vampire Women
- Réalisation : Alfonso Corona Blake
- Scénario : Antonio Orellana, Fernando Osés, Rafael García Travesi
- Décors : Ernesto Carrasco
- Photographie : José Ortiz Ramos
- Montage : José W. Bustos
- Musique : Raúl Lavista
- Production : Alberto López
- Société(s) de production : Filmadora Panamericana, Fonexsa, Tele-cine-radio S.A.
- Pays d’origine :  Mexique
- Langue originale : espagnol
- Format : noir et blanc — 35 mm — 1.37,1 — son Mono
- Genre : action, horreur
- Durée : 89 minutes
- Dates de sortie :
  - Mexique : 11 octobre 1962
  - France : 21 septembre 1966
- Affiche : Constantin Belinsky (France)

## Distribution
- El Santo : El Enmascarado de Plata
- Lorena Velázquez : Zorina, reine des vampires
- María Duval : Diana Orlof
- Jaime Fernández : Insp. Carlos
- Augusto Benedico : Prof. Orlof
- Xavier Loyá : Jorge, fiancé de Diana
- Ofelia Montesco : Tundra, prêtresse vampire
- Fernando Osés : Vampire
- Guillermo Hernández : Vampire
- Nathanael León : Vampire
- Ricardo Adalid : Détective à la fête
- Cavernario Galindo
- Ray Mendoza : El Indio
- Alejandro Cruz : Black Shadow
- Bobby Bonales : lui-même
- Eduardo Bonada : lui-même